# Spirit Lake (Iowa)
Spirit Lake – miasto w Stanach Zjednoczonych, w stanie Iowa, siedziba hrabstwie Dickinson. W 2000 liczyło 4 261 mieszkańców.